# STS-53
STS-53 byla mise raketoplánu Discovery. Celkem se jednalo o 52. misi raketoplánu do vesmíru a 15. pro Discovery. Cílem mise bylo vynesení nákladu pro ministerstvo obrany.

## Posádka
- David M. Walker (3) velitel
- Robert D. Cabana (2) pilot
- Guion S. Bluford (4) letový specialista 1
- James S. Voss (2) letový specialista 2
- Michael Richard Clifford (1) letový specialista 3

V závorkách je uvedený dosavadní počet letů do vesmíru včetně této mise.